# Davide Bariti
Davide Bariti (La Spezia, Italia, 7 de julio de 1991) es un futbolista italiano. Juega de centrocampista y actualmente milita en el Pergolettese, de la Serie C.

## Trayectoria
Formado en las categorías inferiores del Carrarese, debutó con el primer equipo en la cuarta división italiana en 2008, para luego pasar al Triestina de la Serie B. En 2011 fichó por el Vicenza, donde disputó 15 partidos.
En 2012 fue adquirido en copropiedad por el Napoli, que lo cedió a préstamo al Avellino hasta junio de 2013. Vuelto al Napoli, se incorporó al primer equipo y jugó dos partidos en la liga, debutando en la Serie A el 6 de octubre de 2013. Ganó la Copa Italia 2014, disputando los octavos de final contra el Atalanta. Sin embargo, al término de la temporada su contrato con el Napoli no fue renovado.
El 6 de noviembre fichó por el Lupa Roma de la tercera división italiana. La temporada siguiente fue transferido al Rimini y en el 2016 pasó al Ancona.

## Selección nacional
Ha sido internacional con la sub-20 de la selección italiana, en un amistoso contra Polonia.

## Clubes
| Club                      | País   | Año       |
| ------------------------- | ------ | --------- |
| Carrarese Calcio          | Italia | 2008-2010 |
| US Triestina Calcio       | Italia | 2010-2011 |
| Vicenza Calcio (cedido)   | Italia | 2011-2012 |
| AS Avellino 1912 (cedido) | Italia | 2012-2013 |
| SSC Napoli                | Italia | 2013-2014 |
| Lupa Roma FC              | Italia | 2014-2015 |
| Rimini FC                 | Italia | 2015-2016 |
| US Ancona 1905            | Italia | 2016-2017 |
| US Triestina Calcio       | Italia | 2017-2019 |
| Sicula Leonzio            | Italia | 2019-2020 |
| Pergolettese              | Italia | 2020-     |

## Palmarés

### Campeonatos nacionales
| Título                   | Equipo           | País   | Año         |
| ------------------------ | ---------------- | ------ | ----------- |
| Lega Pro Prima Divisione | AS Avellino 1912 | Italia | 2012 - 2013 |
| Supercopa de Lega Pro    | AS Avellino 1912 | Italia | 2013        |
| Copa Italia              | SSC Napoli       | Italia | 2013 - 2014 |